# Pholcus sogdianae
Pholcus sogdianae is een spinnensoort uit de familie trilspinnen (Pholcidae). De soort komt voor in Rusland en Kazachstan. 